# Kneeboarden

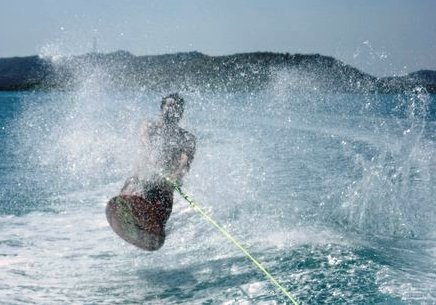
Kneeboarder

Kneeboarden is een watersport waarbij de beoefenaar zittend met zijn knieën op een board met behulp van een speedboot of kabel voortgetrokken wordt. Kneeboarden is sterk verwant aan wakeboarden en waterskiën. Net als bij deze sporten wordt de beoefenaar met behulp van een touw van circa 20 meter voortgetrokken.
Bij kneeboarden lig je bij de start met je buik op het board. Als de boot optrekt kun je op het board klimmen. Je gaat op je knieën zitten en doet het klittenband vast, niet te strak, want als je valt moet je wel nog uit het klittenband kunnen schieten.